# Фредерика Хановерска
Фредерика Хановерска (грч. Φρειδερίκη; 18. април 1917 – 6. фебруар 1981) је била краљица Грчке у периоду од 1. априла 1947. до 6. марта 1964. као супруга владара Павла Грчког. Након његове смрти, имала је функцију мајка краљица током владавине њеног сина Константина II.

## Биографија
Рођена је са титулом Њено Краљевско Височанство Фридерика, принцеза од Хановера, принцеза Велике Британије и Ирске и принцеза од Брауншвајга-Линебурга дана 18. априла 1917. године у немачком војводству Брауншвајг и била је једина ћерка и треће дете Ернеста Августа и Викторије Луизе Пруске. И њен отац и деда по мајци абдицирали су са престола у новембру 1918. након пораза Немачке у Првом светском рату, док је њеном деди по оцу одузето британско краљевско војводство претходне године.
Године 1934. Адолф Хитлер, у својој амбицији да повеже британску и немачку краљевску кућу, затражио је од Фредерикиних родитеља да организују удају њихове седамнаестогодишње ћерке за принца од Велса. Фредерикина мајка је у својим мемоарима описала да њој и њеном мужу таква ствар никада није пала на памет. Сама Викторија Луиза се некада сматрала потенцијалном невестом за исту особу пре њеног брака. Штавише, разлика у годинама је била превелика (принц од Велса је био двадесет три године старији од Фредерике), а њени родитељи нису били вољни да „изврше такав притисак“ на своју ћерку.
Грчки принц Павле запросио ју је током лета 1936. док је био у Берлину на Летњим олимпијским играма 1936. године. Павле је био син краља Константина I и Фредерикине пратетке Софије. Сходно томе, они су били први рођаци по мајци. Они су такође били други рођаци по оцу као праунуци Кристијана IX из Данске. Њихова веридба је званично објављена 28. септембра 1937. године, а британски краљ Џорџ VI дао је сагласност у складу са Краљевским законима о браковима 1772. Венчали су се у Атини 9. јануара 1938. године. Фредерика је постала наследна принцеза Грчке, а њен муж је претпостављени наследник свог старијег брата без деце, краља Ђорђа II Грчког.
У почетку су живели у вили у предграђу Атине. Десет месеци након њиховог брака, њихово прво дете, будућа краљица Софија од Шпаније, рођена је 2. новембра 1938. Фредерика је 2. јуна 1940. родила будућег краља Константина II.
На врхунцу Другог светског рата, априла 1941. године, грчка краљевска породица је евакуисана на Крит. Убрзо након тога, немачке снаге су напале Крит. Фредерика и њена породица су поново евакуисани, отварајући канцеларију владе у егзилу у Лондону.
У егзилу, краљ Ђорђе II Грчки и остатак грчке краљевске породице настанили су се у Јужној Африци. Ту је Фредерикино последње дете рођено, принцеза Ирена, 11. маја 1942. Јужноафрички лидер, генерал Јан Смитс, био јој је као кум. Породица се на крају настанила у Египту у фебруару 1944.
После рата, грчки референдум 1946. вратио је краља Ђорђа на престо. Наследни принц и принцеза вратили су се у своју вилу у Психику.
Дана 1. априла 1947, краљ Ђорђе је умро и Фредерикин супруг је ступио на трон као Павле I, са Фредериком као краљицом. Комунистичка побуна у северној Грчкој довела је до грчког грађанског рата. Краљ и краљица обишли су северну Грчку под строгим обезбеђењем да би позвали на лојалност у лето 1947.
Краљица Фредерика је стално била на мети напада због свог немачког порекла. Левичарски политичари у Грчкој су у више наврата користили чињеницу да је Кајзер био њен деда и да је имала браћу која су била припадници СС-а, као пропаганду против ње. Такође је на различите начине критикована као „веома пруска“ и називали су је "нацистом". Када је у Лондону представљала свог болесног мужа на венчању његовог првог рођака принца Филипа од Грчке и Данске са старијом ћерком краља Џорџа, принцезом Елизабетом у новембру 1947, Винстон Черчил је причао свима да је Кајзер њен деда. Краљица Фредерика је одговорила признајући ту чињеницу, али га подсећајући да је и она пореклом од краљице Викторије, и да би њен отац био британски краљ да је земља деловала по Салијском закону (који је дозвољавао само мушкарцима да наследе круну).
Током грађанског рата, краљица Фредерика је поставила Краљичине логоре или дечје градове (превод: Παιδο(υ)πολεις / Паидополеис или Паидуполеис) мрежу од 53 кампа широм Грчке где би спасавала децу бивших партизана.
Грчки грађански рат окончан је у августу 1949. Краљ и краљица су искористили ову прилику да ојачају монархију и посетили су маршала Јосипа Броза Тита у Београду, председника Италије Луиђија Ајнаудија у Риму, Теодора Хојса из Западне Немачке и Бишаре Ел Хури од Либана, Хајла Селасија из Етиопије, Рајагопалачарија из Индије, краља Џорџа из Уједињеног Краљевства и председника Двајта Д. Ајзенхауера. Међутим, код куће у Грчкој и у иностранству у Уједињеном Краљевству, краљица Фредерика је била на мети опозиције, јер је као девојчица припадала Савезу немачких девојака, огранку Хитлерове омладине за младе жене; њене присталице су тврдиле да би избегавање чланства у групи било тешко под постојећом политичком климом у нацистичкој Немачкој у то време.
За разлику од свог кротког мужа, у послератној Грчкој Фредерика је била једна од најомраженијих јавних личности. То је било због низа разлога који су укључивали њено политичко мешање, њен неумерен карактер, њену немачку етничку припадност и чињеницу да је у јавној свести постала идентификована са свим оним што је било реакционарно. Фредерика је описана као „инхерентно недемократска“. Била је позната по бројним самовољним и неуставним интервенцијама у грчкој политици и сукобима са демократски изабраним владама. Активно је политизирала против избора Александроса Папагоса. У земљи у Грчкој и у иностранству у Уједињеном Краљевству била је на мети опозиције. Године 1963. док је била у Лондону, побуна грчких левичара који су демонстрирали против ситуације са политичким затвореницима грчког грађанског рата, приморала ју је да привремено потражи уточиште у кући странца. Њено политичко мешање било је оштро критиковано и било је значајан фактор у јачању републиканских осећања.
Њено појављивање 16. новембра 1953. у часопису Life било је у једној од многих државних посета које је имала широм света. Такође се те године појавила на насловној страни Time. Дана 14. маја 1962. њена најстарија ћерка Софија се удала за шпанског принца Хуана Карлоса, (касније краља Хуана Карлоса од Шпаније) у Атини.
Краљ Павле је 6. марта 1964. умро од рака. Када се њен син, краљ Константин, касније те године, 18. септембра, оженио принцезом Ана Маријом од Данске, краљица Фредерика се повукла од већине својих јавних дужности у корист своје снахе. Остала је контроверзна фигура и у штампи је оптуживана да је сива еминенција иза престола.
Повукла се на село где је живела готово повучено. Међутим, наставила је да присуствује краљевским догађајима који су били породично оријентисани, као што су крштења њених унука у Шпанији и Грчкој.
Критичари су окривили сукобе краља Константина II са демократски изабраним премијером Јоргосом Папандреуом за изазивање дестабилизације која је довела до војног удара 21. априла 1967. и успона пуковничког режима. У ситуацији, краљ Константин је у почетку сарађивао са војном диктатуром, заклевши њихову владу под ројалистичким премијером. Касније те године покушао је да изведе контрапуч у покушају да обнови демократију, чији га је неуспех приморао на изгнанство. Након тога, хунта је именовала регента да извршава задатке прогнаног монарха.
Дана 1. јуна 1973. хунта је укинула Грчку монархију без сагласности грчког народа, а затим је покушала да легитимише своје поступке путем плебисцита из 1973. за шта се сумњало да је намештено. Нови шеф државе постао је председник Грчке Јоргос Пападопулос.
Диктатура је окончана 24. јула 1974, а уставна монархија пре хунте никада није обновљена. Плебисцит је одржан 8. децембра 1974. на коме је Константин (који је могао да води кампању само изван земље) слободно признао грешке из прошлости и обећао да ће подржати демократију. Међутим, 69 одсто Грка гласало је да Грчка постане демократска република.
Фредерика је умрла 6. фебруара 1981. у егзилу у Мадриду од срчане инсуфицијенције, наводно након операције очних капака иако је биограф тврдио да је операција била уклањање катаракте.
Сахрањена је у Татоију (палата и гробље краљевске породице у Грчкој). Њеном сину и његовој породици било је дозвољено да присуствују сахрани, али су морали да оду одмах након тога.